# Субвенция
Субве́нция (от лат. subvenire «приходить на помощь») — межбюджетный трансферт, который предоставляется в целях финансового обеспечения расходных обязательств по переданным полномочиям. Имеет конкретные цели; в отличие от дотации (которая не имеет цели в принципе) подлежат возврату в случае отклонения от цели.
Бюджетным кодексом РФ предусмотрено предоставление субвенций бюджетам субъектов Российской Федерации из федерального бюджета, местным бюджетам из бюджета субъекта Российской Федерации, а также федеральному бюджету из бюджетов субъектов Российской Федерации.